# Martin Margiela
Martin Margiela (ur. 9 kwietnia 1957 w Leuven) – belgijski projektant mody i twórca domu mody Maison Martin Margiela. 

## Życiorys
Po zakończeniu studiów na Królewskiej Akademii sztuk pięknych w Antwerpii w 1979 roku Margiela został nieetatowym projektantem mody. 
W roku 1982 jego talent dostrzegł Jean–Paul Gaultier. Margiela przeprowadził się do Paryża, aby pracować jako jego asystent aż do roku 1987. Rok później razem z Jenny Meirensem zadebiutowali na paryskim wybiegu ze swoją damską kolekcję ready-to-wear. Na pokaz przybyli cenieni dziennikarze modowi, zaproszeni przez Gaultiera.
W 1989 Margiela otworzył salon firmowany własnym nazwiskiem, gdzie pokazał pierwszą autorską kolekcję. Wypuścił na wybieg modelki okryte białym płótnem, w skarpetkach namoczonych czerwoną farbą. Następnie płótno z odbitymi stopami służyło mu jako materiał do kolejnej kolekcji.  
W 1990 zaprezentował stroje z podszewek przeszywanych po zewnętrznej stronie. Rok później główną osią pokazu były stare sukienki z lat 50. przefarbowane na postarzałe odcienie szarości zestawione ze starymi jeansami. Kolekcja wiosna/lato 1993 nawiązywała do strojów teatralnych, a jesień/zima stworzona była z pociętych strojów lat 40. 
W 1997 odbył się pierwszy solowy pokaz Margieli w Rotterdamie. Oceniono go jako tak samo dobry jak pokaz w Paryżu zorganizowany wraz z japońską projektantką Rei Kawakubo, znaną ze swoich „dekonstrukcyjnych” strojów. 
W 1997 dom mody Hermès zatrudnił go jako projektanta. Stanowisko piastował do 2003. 
Martin Margiela nie lubi rozgłosu i nie pozwala na fotografowanie się. Dopiero w roku 2001 zgadził się na artykuł prasowy w magazynie Vogue. Jego studio projektowe zostało sfotografowane, podczas gdy na miejscu mistrza widoczne było jedynie puste krzesło.

## Estetyka projektów Martina Margieli
Martin Margiela uznawany jest za projektanta awangardowego. Jego stroje są np. postrzępione, krzywo pocięte i wyblakłe. Jest uznany za bardzo uzdolnionego krawca, przywiązującego wagę do szczegółów.

Margiela często stosuje zestawienia kontrastowe – wątłość z twardością, twarde kształty z miękkimi. Widoczne jest to w szerokiej gamie materiałów, których używa, jak np. przerobiony stary tiul połączony z kwiatowymi patchworkami. Tworzy także sukienki zrobione z plastikowych worków i tasiemek. Często używa palety złożonej z czerwieni czerni i bieli. 

Kolekcja Maison Margiela (2005)
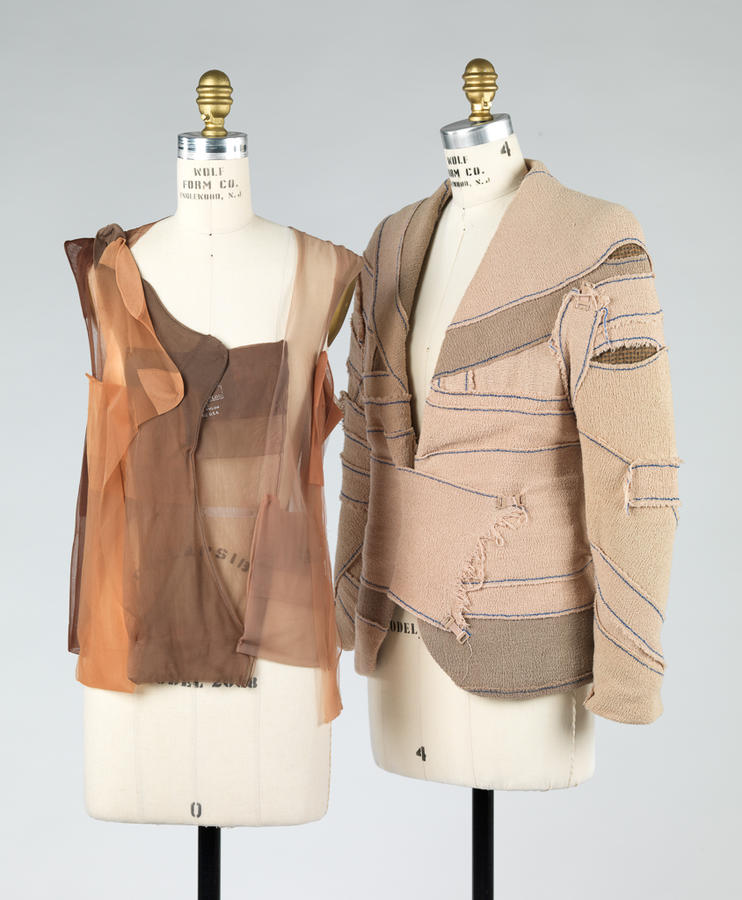
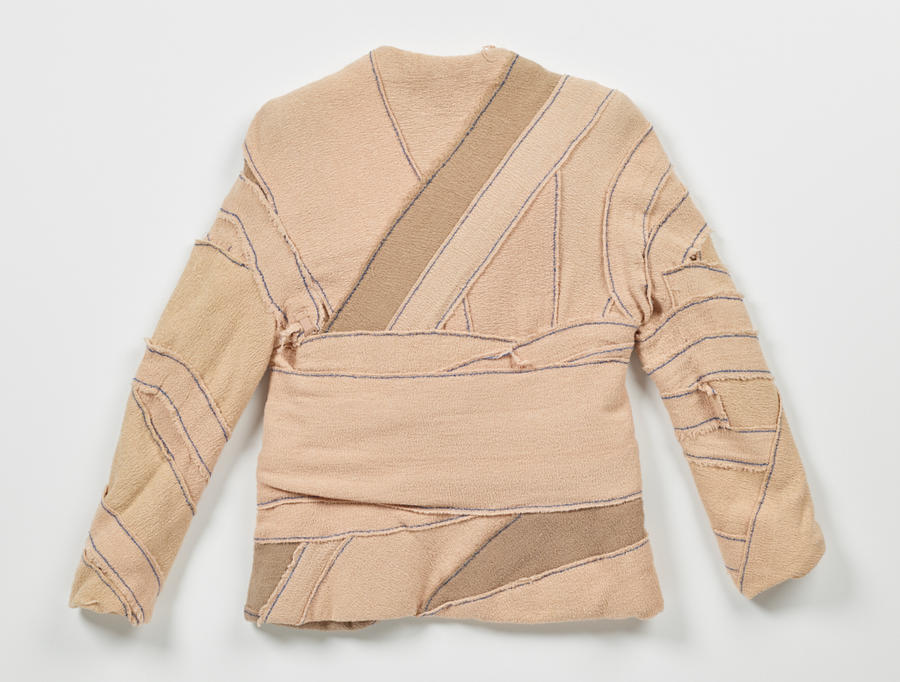
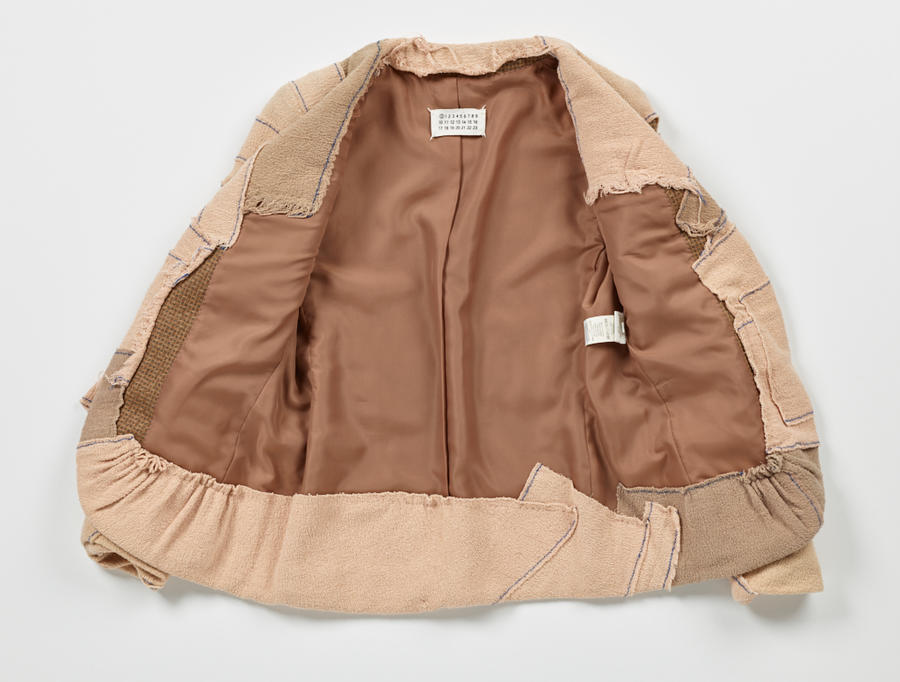
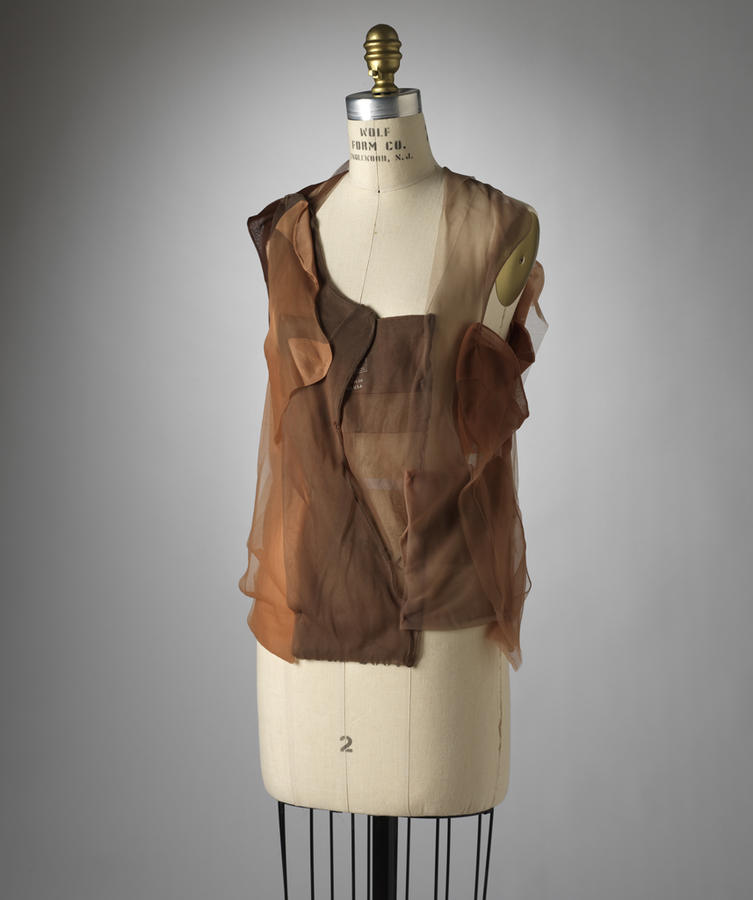